# Volante

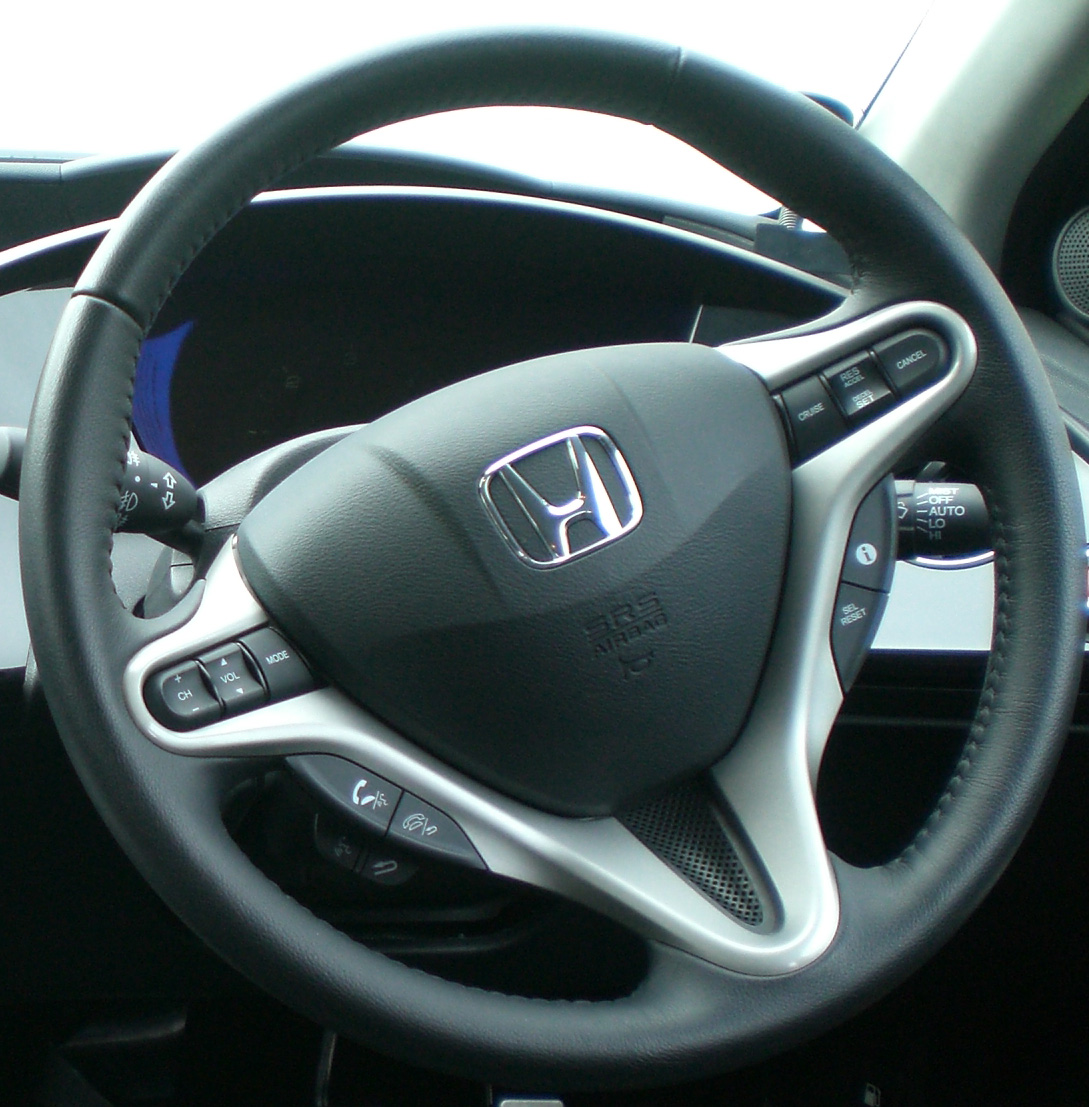
Volante de um Honda Civic de 2007.

O volante é a interface entre o condutor e a direção de um automóvel ou outro veículo. Consiste tipicamente num aro circular, a ser manipulado pelo condutor, cujo movimento de rotação (esterço) é convertido em movimentos solidários com as rodas.
Em modelos mais luxuosos, podem ser recobertos com diversos tipos de tecidos, painel integrado e botões para outras funções.
É encontrado somente em automóveis e lanchas (uma embarcação menor ou média, de alta velocidade). Podem ser encontrados em forma de um retângulo arredondado (em modelos mais antigos) e num formato quadrado, no qual é geralmente usado para carros de competição. Na aviação, é somente usado o manche.
Existem também controles tipo Gamepad que imitam volantes, e em alguns consoles de jogos eletrônicos existem acessórios desse tipo.

## História
Os primeiros carros eram dirigidos com uma cana, mas em 1894 Alfred Vacheron participou da corrida Paris-Rouen com um modelo Panhard de 4 HP equipado com volante. Estima-se que esse seja um dos primeiros empregos do volante.
A partir de 1898, os carros Panhard et Levassor foram equipados com volantes de série. Charles Rolls apresentou o primeiro veículo equipado com volante da Grã-Bretanha quando importou um Panhard 6 CV da França naquele ano. Em 1898 Arthur Krebs substituiu a cana por um volante inclinado para o carro Panhard que ele projetou para a corrida Paris - Amsterdam, que ocorreu entre 7 e 13 de julho de 1898. Em 1899 a Packard usou um volante no segundo carro que construiu. Em uma década, o volante substituiu completamente a cana nos automóveis.